# Еврейский комитет (1823—1835)
Еврейский комитет 1823 года — учреждение в Российской империи, состоящее из высших представителей российской власти, созывавшиеся с целью пересмотра законов о евреях, пришедшее на смену предыдущему Еврейскому комитету, который был закрыт пятью годами ранее. В исторической литературе описывается также как «Комитет 1823 года», «Четвёртый еврейский комитет», «Главный комитет об устройстве евреев» и «Комитет для лучшего устройства евреев».
4-й еврейский комитет был образован в связи с командировкой в 1822 году сенатора Д. О. Баранова в белорусские губернии, где свирепствовал голод. Придя к заключению, что причиною бедственного состояния крестьян будто являются евреи, он предложил устранить их от винокурения и выселить их из уездов. Комитет министров не согласился на принятие частных мер и постановил (22 сентября (4 октября) 1822 года) представить государю Александру I об образовании из министров специального Комитета, который занялся бы вопросом о евреях вообще, «на каком основании удобнее и полезнее было бы учредить пребывание их в государстве» и «начертать вообще все, что может принадлежать к лучшему устройству гражданского положения сего народа», причем работа эта должна была быть завершена к январю 1824 года. Этому постановлению комитета министров не было дано хода; а затем независимо от Комитета министров 11 (23) апреля 1822 года последовали высочайшие указы могилевскому и витебскому губернаторам о выселении в их губерниях всех евреев из уездов; когда же эта мера стала осуществляться, вызывая страшные бедствия, указанное предложение Комитета министров было высочайше утверждено в мае 1823 года.
В состав Еврейского комитета вошли министры: внутренних дел, финансов, юстиции и народного просвещения. По одному официальному сообщению, «при самом учреждении Еврейского комитета в число обязанностей именно было поставлено, чтобы он имел в виду меры к уменьшению евреев вообще в государстве и в особенности в тех местах, где они ещё не слишком умножились», но эта задача не была выполнена Кабинетом. Министры вскоре убедились, что предстоявшая работа им не под силу, и тогда, согласно высочайше утвержденному 14 (26) февраля 1825 года постановлению Комитета министров, был учрежден так называемый «директорский комитет» из директоров департаментов.
Директорский комитет стал знакомиться с самыми разнообразными вопросами еврейской жизни, но по повелению императора Николая I (13 (25) июля 1827 года) в первую очередь особое внимание было обращено на скорейшую разработку рекрутского устава для евреев. Журналы Комитета, в которых приведено много фактического материала и исторических справок, представляют ценный источник для изучения положения евреев в этот период.
При Комитете состояли два крещеных еврея — Зандберг и Фоделла, дававшие разъяснения касательно внутреннего быта евреев и еврейских книг.
Проект нового законодательства был завершен в 1832 году (государь очень внимательно следил за деятельностью Комитета, неоднократно требуя ускорения работы), и тогда он поступил на рассмотрение министерского комитета, который изготовил свой особый законопроект к октябрю 1833 года, после чего оба комитета, министерский и директорский, были закрыты, а законопроекты поступили в Государственный совет Российской империи. Результатом этой многолетней работы явилось Положение 1835 года.
19 (31) декабря 1840 года устным повелением императора Николая I (по инициативе графа П. Д. Киселёва) был учреждён Пятый еврейский комитет, также известный как Комитет для изыскания и определения мер к лучшему устройству евреев.